# Brandi Love
Brandi Love (* 29. března 1973 Dearborn, Michigan) občanským jménem Tracey Lynn Livermore je americká pornoherečka.

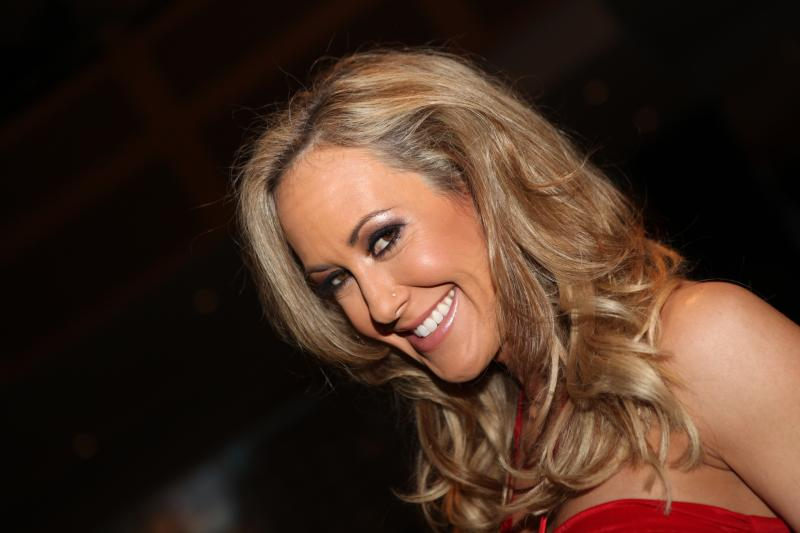
Fotka Brandi Love v roce 2012.

## Život
Narodila se roku 1973 ve městě Dearborn ve státě Michigan a má předky z Anglie, Německa a Polska. Vyrůstala ve městě Plymouth ve státě Michigan a navštěvovala Central Michigan University. V roce 2004 založila vlastní webovou stránku BrandiLove.com. V roce 2008 začala vystupovat pro produkční společnost v Los Angeles. Během své kariéra působila v produkci MILF a Hot Wife.